# 1966 în literatură
- 1965 în literatură — 1966 în literatură — 1967 în literatură

Anul 1966 în literatură a implicat o serie de evenimente și cărți noi semnificative.

## Cărți noi
- Chinua Achebe - A Man of the People
- Elechi Amadi -  The Concubine
- Robert H. Adleman - The Devil's Brigade
- Lloyd Alexander - The Castle of Llyr
- Kingsley Amis - The Anti-Death League
- Isaac Asimov - Fantastic Voyage
- Margaret Atwood
  - The Circle Game
  - Expeditions
  - Speeches for Doctor Frankenstein
- Louis Auchincloss - The Embezzler
- J. G. Ballard
  - The Crystal World
  - The Impossible Man
- Paul Bowles - Up Above the World
- Ray Bradbury - S is for Space
- Mihail Bulgakov - The Master and Margarita
- Truman Capote - In Cold Blood
- John Dickson Carr - Panic in Box C
- Agatha Christie - Third Girl
- James Clavell - Tai-Pan
- Robert Crichton - The Secret of Santa Vittoria
- William Crossing - The Dartmoor Worker (antologie)
- Roald Dahl - The Magic Finger
- August Derleth și Mark Schorer - Colonel Markesan and Less Pleasant People
- Philip K. Dick - Now Wait for Last Year
- Philip K. Dick - The Crack in Space
- Philip K. Dick - The Unteleported Man
- Allen Drury - Capable of Honor
- Friedrich Dürrenmatt - Der Meteor
- Shusaku Endo -  Silence
- Ian Fleming - Octopussy and The Living Daylights
- John Fowles - The Magus
- Robert A. Heinlein - The Moon Is a Harsh Mistress
- Robert E. Howard și L. Sprague de Camp - Conan the Adventurer
- Daniel Keyes - Flowers for Algernon
- José Lezama Lima - Paradiso
- H. P. Lovecraft și Divers Hands - The Dark Brotherhood and Other Pieces
- John D. MacDonald - One Fearful Yellow Eye
- Alistair Maclean - When Eight Bells Toll
- Helen McInnes - The Double Image
- Larry McMurtry - Last Picture Show
- Bernard Malamud - The Fixer
- Marcel Pagnol
  - Jean de Florette
  - Manon des Sources
- Anthony Powell - The Soldier's Art
- Thomas Pynchon - The Crying of Lot 49
- Seabury Quinn - Carnacki, the Ghost-Finder
- Jean Rhys - Wide Sargasso Sea
- Harold Robbins - The Adventurers
- Leonardo Sciascia - A ciascuno il suo
- Paul Scott -  The Jewel in the Crown
- Adela Rogers St. Johns - Tell No Man
- Rex Stout - Death of a Doxy
- William Styron - The Confessions of Nat Turner
- Jacqueline Susann - Valley of the Dolls
- Leslie Thomas - The Virgin Soldiers
- Roderick Thorp - The Detective
- Jack Vance - The Eyes of the Overworld
- Patrick White - The Solid Mandala
- Roger Zelazny
  - The Dream Master
  - This Immortal

## Decese
- 5 martie: Anna Ahmatova, poetă rusă (n. 1889)

## Premii
- Premiul Nobel pentru Literatură: